# Карел Чурда
Карел Чурда (на чешки: Karel Čurda) е чех, член на съпротивата, помогнал за разплитането на конспирацията по атентата срещу Хайдрих. Обявен е за предател от спечелилите войната Съюзници и обесен на 29 април 1947 г. в Прага.

## Биография
Чурда постъпва в чехословашката армия през 1933 г. След окупацията на Чехия от Третия Райх и създаването на нейна територия на протекторат Бохемия и Моравия, Чурда бяга в Полша, а оттам във Франция, където се присъединява към Чуждестранния легион. След поражението на Франция, Чурда заедно с други чешки и словашки войници, които са в състава на съюзническите войски, е евакуиран във Великобритания. Там той постъпва на работа в автомобилна компания.
Чурда е обучен в специален лагер за чехи в Обединеното кралство, като е планирано да бъде използван като диверсант на територията на протектората. На 28 март 1942 г. Чурда заедно с Адолф Опалка и Иван Коларжик е спуснат с парашут около Орехова. Чурда отива в Прага и се установява там. След атентата срещу Хайдрих на 27 май 1942 г., в чиято подготовка той не участва, напуска Прага и се укрива в къщата на майка си на село.
По въпроса за мотивите му за издаване на конспирацията по заговора за убийството на Хайдрих съществуват две версии. Според съюзническата, страхувайки се от разкриване, Чурда пише писмото на 13 юни до Гестапо, а на 16 юни отива лично, за да издаде имената и местожителството на десетки бойци от съпротивата и техните помагачи. Според алтернативната, това го върши, виждайки безсмислието на акциите на съпротивата и резултатите до които водят, и в частност – изтриването от лицето на Земята на селцето Лидице.
За постъпката си, Чурда е възнаграден с обещаната парична награда, получавайки и нови документи за самоличност на името на Карл Йерхота. За да се избегне разправа от страна на съпротивата срещу него, той е изтеглен в Германия, където се жени за германка и получава работа в Гестапо.
След войната, при новото коалиционно правителство на Чехословакия, съставено от демократи и привърженици на СССР, Чурда е издирен, открит, и осъден за държавна измяна, след което е обесен в пражкия затвор „Панкратц“.